# 东关大街街道
东关大街街道，是中华人民共和国青海省西宁市城东区下辖的一个乡镇级行政单位。

## 行政区划
东关大街街道下辖以下地区：
北关社区、东关社区、慈幼社区和五一社区。